# Leimbach, Haut-Rhin
Leimbach är en kommun i departementet Haut-Rhin i regionen Grand Est (tidigare regionen Alsace) i nordöstra Frankrike. Kommunen ligger i kantonen Thann som tillhör arrondissementet Thann. År 2022 hade Leimbach 928 invånare.

## Befolkningsutveckling
Antalet invånare i kommunen Leimbach
| Referens: INSEE |